# Liste der Nummer-eins-Hits in Norwegen (1989)
Diese Liste enthält alle Nummer-eins-Hits in Norwegen im Jahr 1989. Es gab in diesem Jahr elf Nummer-eins-Singles und 13 Nummer-eins-Alben.
| Singles | Alben |
| --- | --- |
| - Robin Beck – First Time - 4 Wochen (52/1988 – 3/1989) - Will to Power – Baby, I Love Your Way / Free Bird - 7 Wochen (4/1989 – 10/1989) - Paula Abdul – Straight Up - 1 Woche (11/1989) - Madonna – Like A Prayer - 5 Wochen (12/1989 – 16/1989) - Roxette – The Look - 8 Wochen (17/1989 – 24/1989) - The Bangles – Eternal Flame - 2 Wochen (25/1989 – 26/1989) - Prince – Batdance - 2 Wochen (27/1989 – 28/1989) - Franklin – Bombadilla Life - 8 Wochen (29/1989 – 36/1989) - Jive Bunny & the Mastermixers – Swing the Mood - 6 Wochen (37/1989 – 42/1989) - Kaoma – Lambada - 7 Wochen (43/1989 – 49/1989) - Phil Collins – Another Day In Paradise - 6 Wochen (50/1989 – 3/1990) | - Tanita Tikaram – Ancient Heart - 13 Wochen (46/1988 – 6/1989) - Roy Orbison – Mystery Girl - 3 Wochen (7/1989 – 9/1989) - Åge Aleksandersen – Solregn - 5 Wochen (10/1989 – 14/1989) - Madonna – Like a Prayer - 4 Wochen (15/1989 – 18/1989) - Roxette – Look Sharp! - 6 Wochen (19/1989 – 24/1989) - Paul McCartney – Flowers in the Dirt - 4 Wochen (25/1989 – 28/1989) - Smokie – Boulevard Of Broken Dreams - 7 Wochen (29/1989 – 35/1989) - Michael Bolton – Soul Provider - 1 Woche (36/1989, insgesamt 2 Wochen) - The Rolling Stones – Steel Wheels - 2 Wochen (37/1989 – 38/1989) - Michael Bolton – Soul Provider - 1 Woche (39/1989, insgesamt 2 Wochen) - Tina Turner – Foreign Affair - 2 Wochen (40/1989 – 41/1989, insgesamt 3 Wochen) - Sissel Kyrkjebø – Soria Moria - 3 Wochen (42/1989 – 44/1989) - Tina Turner – Foreign Affair - 1 Woche (45/1989, insgesamt 3 Wochen) - Dance with a Stranger – Two - 3 Wochen (46/1989 – 48/1989) - Phil Collins – …But Seriously - 15 Wochen (49/1989 – 11/1990) |
| | |

Siehe auch: Nummer-eins-Hits 1989 in  Australien, Belgien, Dänemark, Deutschland, Finnland, Frankreich, Irland, Italien, Japan, Kanada, Neuseeland, den Niederlanden, Österreich, Schweden, der Schweiz, Spanien, den Vereinigten Staaten und im Vereinigten Königreich.